# Hemidactylus gujaratensis
Espèce
Statut de conservation UICN

 VU D2 : Vulnérable
Hemidactylus gujaratensis est une espèce de geckos de la famille des Gekkonidae.

## Répartition
Cette espèce est endémique d'Inde. Elle se rencontre au Gujarat et au Maharashtra.

## Description
Hemidactylus gujaratensis mesure jusqu'à 65 mm, queue non comprise.

## Étymologie
Son nom d'espèce, composé de gujarat et du suffixe latin -ensis, « qui vit dans, qui habite », lui a été donné en référence au lieu de sa découverte, le Gujarat.

## Publication originale
- Giri, Bauer, Vyas & Patil, 2009 : New Species of Rock-Dwelling Hemidactylus (Squamata: Gekkonidae) from Gujarat, India. Journal of Herpetology, vol. 43, n. 3, p. 385-393.